# غودرون داهل
غودرون داهل (بالسويدية: Gudrun Dahl)‏ هي أكاديمية سويدية، ولدت في 3 أبريل 1948 في Enskede ‏ في السويد.